# Cuicas (paroisse civile)
Pour les articles homonymes, voir Cuicas.
 (août 2024).
Si vous disposez d'ouvrages ou d'articles de référence ou si vous connaissez des sites web de qualité traitant du thème abordé ici, merci de compléter l'article en donnant les références utiles à sa vérifiabilité et en les liant à la section « Notes et références ».
Cuicas est l'une des cinq paroisses civiles de la municipalité de Carache dans l'État de Trujillo au Venezuela. Sa capitale est Cuicas.

## Géographie

### Démographie
Hormis sa capitale Cuicas, la paroisse civile possède une seule autre localité notable, Japaz, et l'extension occidentale de Puente Villegas dans la paroisse civile voisine de Santa Cruz.